# Katria
Рід налічує  вид риб родини цихлові.

## Види
- Katria katria (Reinthal & Stiassny, 1997)